# عزلة ذاري عثمان (إب)

تعديل مصدري - تعديل

عزلة ذاري عثمان هي إحدى عزل مديرية المخادر في محافظة إب اليمنية ويبلغ تعداد سكانها 6664 نسمة حسب التعداد السكاني في اليمن لعام 2004.
ابرز القبائل الي تسكنها 
1 قبيلة الحيدري
2قبيلة الجعمه

## روابط خارجية
- الجهاز المركزي للإحصاء بالجمهورية اليمنية
- المركز الوطني للمعلومات باليمن
- الدليل الشامل